# Tiedgestein

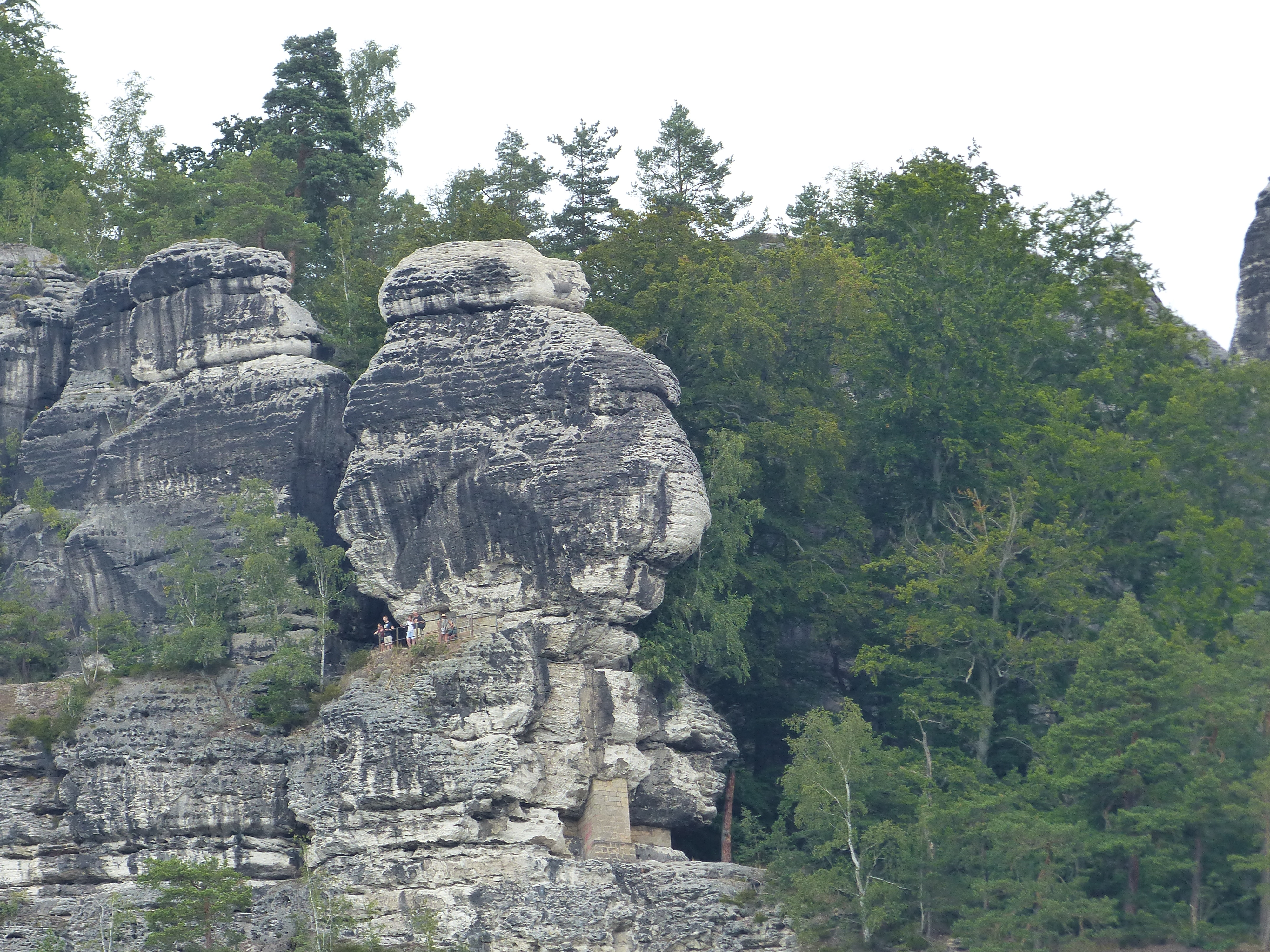
Tiedgestein

Der Tiedgestein (254,4 m ü. NHN) ist ein Klettergipfel im Klettergebiet Sächsische Schweiz. Er steht bei Rathen am östlichen Ende der elbseitigen Felswände der Bastei. Im Mittelalter war er in die Wehranlagen der Felsenburg Neurathen einbezogen. Am Fuß des Felsens befindet sich mit der Tiedgeaussicht ein beliebter Aussichtspunkt, der einige Meter abseits des Basteiwegs, des Zugangs von Rathen zur Felsenburg und zur Bastei, liegt. An der Aussicht beginnt auch die Rahmhanke, ein ausgesetzter Bergpfad durch die Felswände unterhalb der Bastei.

## Namensgebung und Geschichte
Ursprünglich trug der Fels den Namen Rosenbettfels, wobei der Name nicht von den Blumen abgeleitet ist, sondern vom mittelhochdeutschen Wort „rosz“, das so viel wie „steil“ oder „jäh“ bedeutete. Der heutige Name etablierte sich, nachdem 1855 zur Erinnerung an den Dichter Christoph August Tiedge auf der Nordseite des Felsens eine heute noch gut lesbare Gedenkinschrift eingemeisselt wurde.
Bereits im 19. Jahrhundert wurde der Fels, der exponiert am östlichen Ende der Basteifelsen steht und teilweise deutliche Überhänge hat, durch Untermauerungen gesichert.

## Klettersportliche Bedeutung
Erstmals bestiegen wurde der Tiedgestein auf dem Alten Weg 1909 durch eine Seilschaft um Karl Ullrich. Der Alte Weg ist auf der sächsischen Schwierigkeitsskala mit VIIb (ohne Unterstützung VIIc) eingestuft. Besonders beliebt ist der Südweg mit dem Schwierigkeitsgrad VI (ohne Unterstützung VIIc), der spektakulär auf der Südseite direkt an der Tiedgeaussicht beginnt. Insgesamt sind am Tiedgestein sechs Kletterrouten vorhanden.

## Galerie

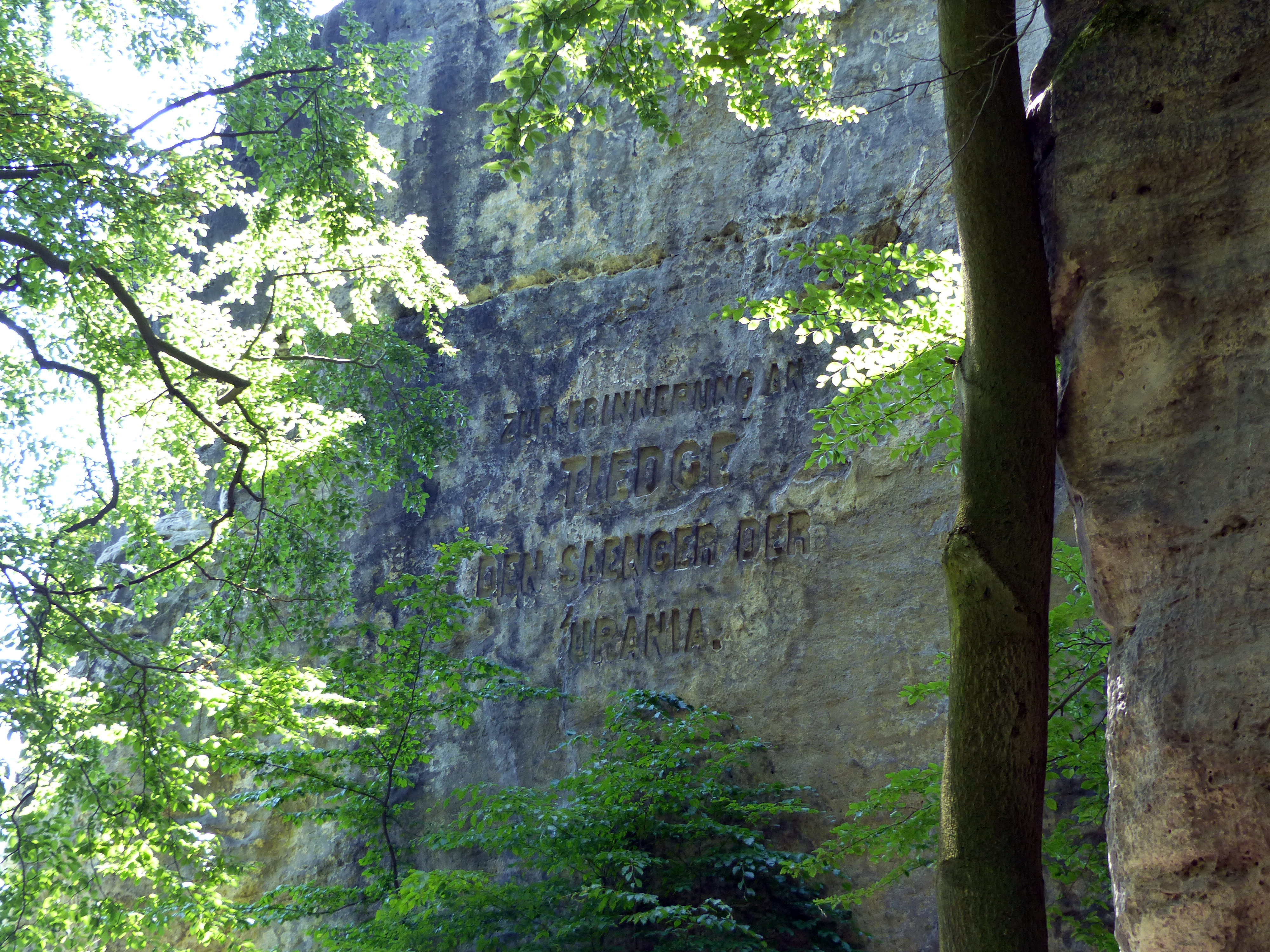
Inschrift am Tiedgestein zur Erinnerung an Christoph August Tiedge
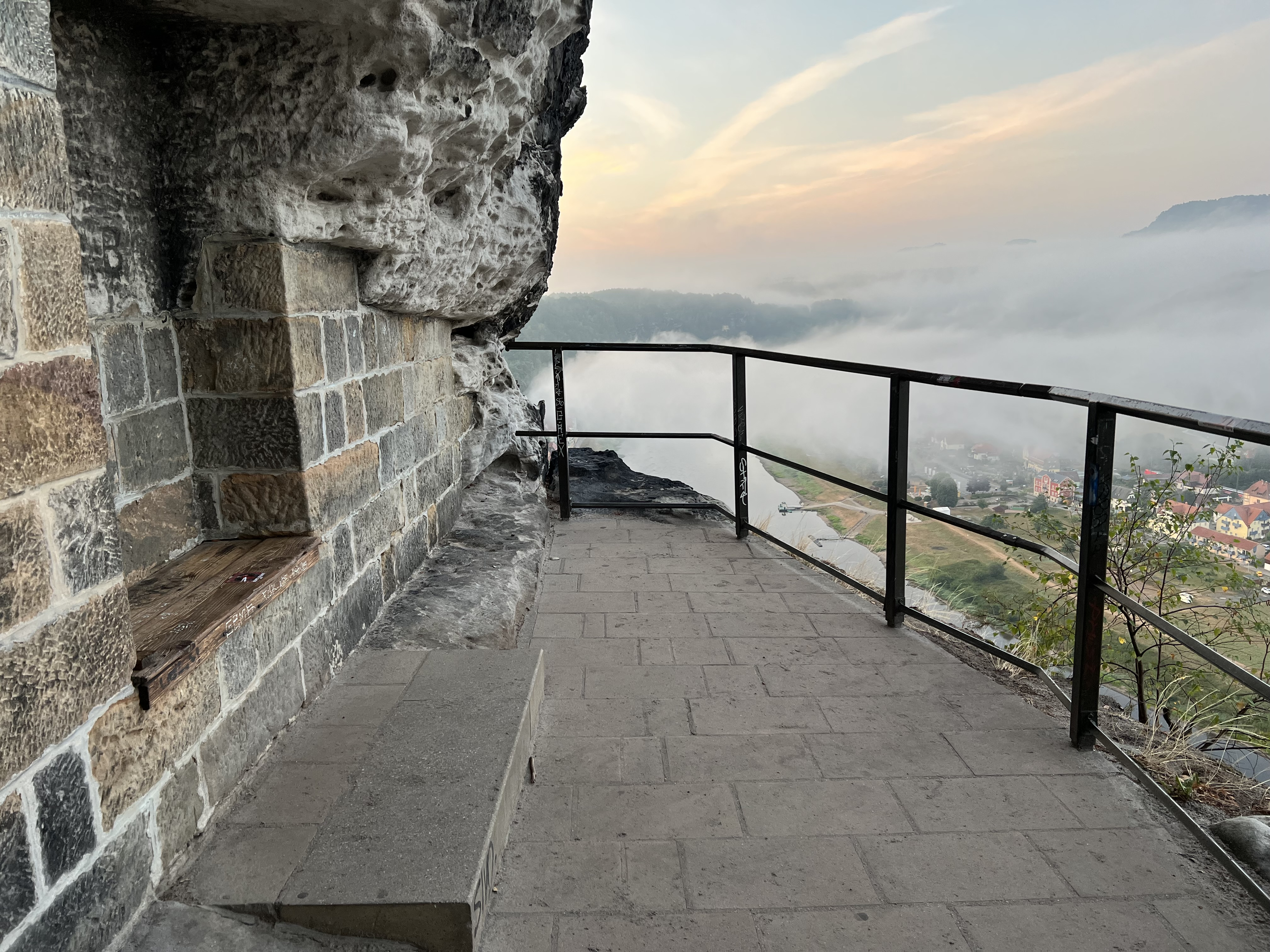
Gesicherte Aussicht
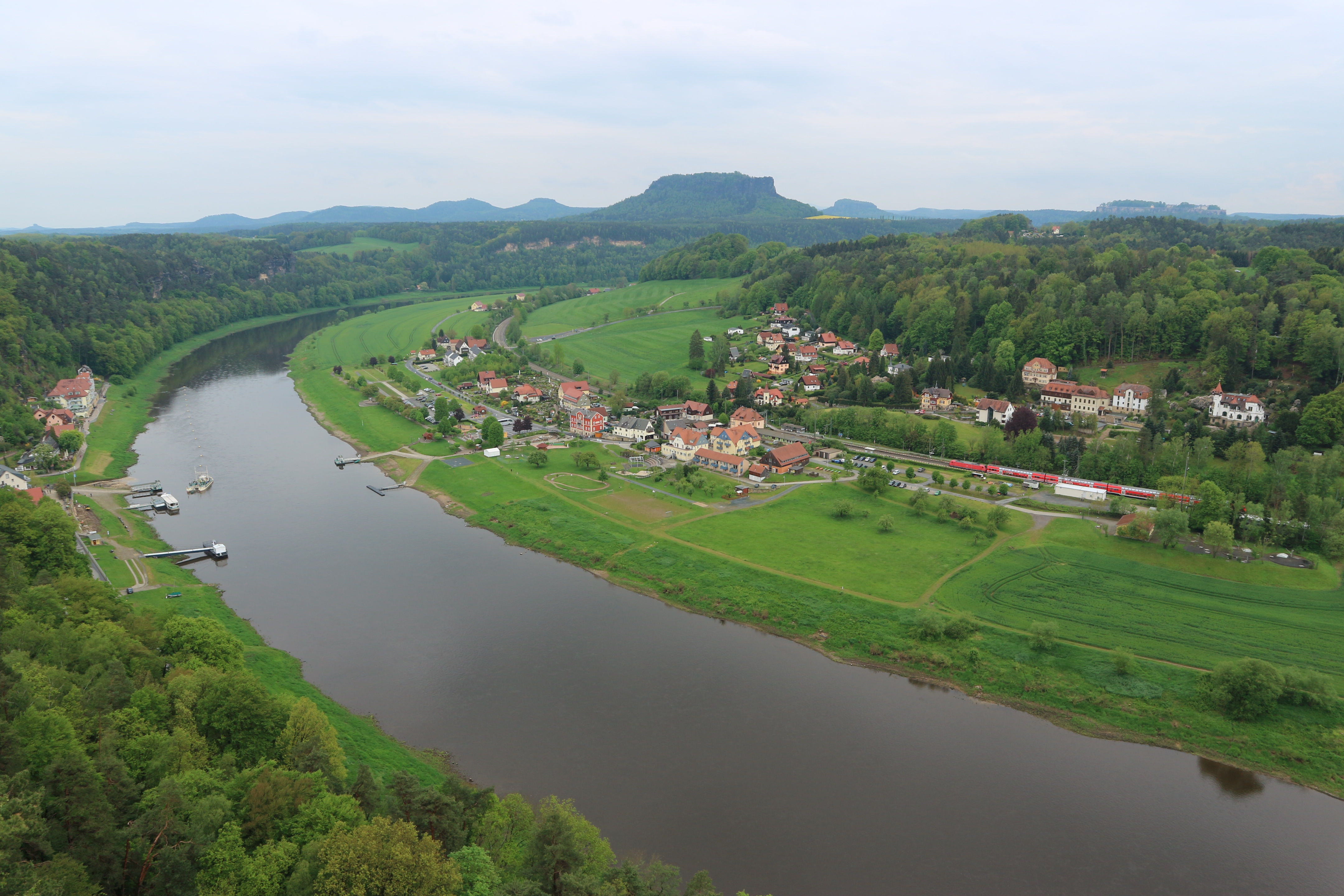
Blick von der Tiedgeaussicht auf Rathen und die Elbe